# Gábor Hatos
Gábor Hatos (ur. 3 października 1983 w Egerze) – węgierski zapaśnik startujący w stylu wolnym, brązowy medalista olimpijski, brązowy medalista mistrzostw świata oraz srebrny i brązowy medalista Europy. Dziesiąty na igrzyskach wojskowych w 2019. Brązowy medalista wojskowych MŚ z 2018 roku.
Brązowy medalista igrzysk olimpijskich w Londynie, mistrzostw świata w 2010 roku i trzykrotnie mistrzostw Europy (2006, 2011, 2012) w kategorii do 74 kg. Piętnasty w Atenach 2004. Dziewiąty w Pucharze Świata w 2011 roku.
Trzecie miejsce i brązowy medal igrzysk olimpijskich w 2012 roku w kategorii 74 kg przyznano piątemu w klasyfikacji Węgrowi 7 listopada 2012 roku, gdy okazało się wcześniej, że uzbecki zapaśnik Soslan Tigiyev, który na macie w Londynie zdobył brązowy medal stosował środki dopingujące.